# Earswick
Earswick is een civil parish in het bestuurlijke gebied City of York, in het Engelse graafschap North Yorkshire met 876 inwoners.